# Master of Orion: Conquer the Stars
Master of Orion: Conquer the Stars je tahová strategická počítačová hra typu 4X od společnosti NGD Studios a vydaná společností Wargaming. Hra byla na Steamu pro předběžný přístup uvolněna 26. února 2016, plné vydání pro operační systém Microsoft Windows proběhlo 25. srpna 2016, vydání pro Mac OS X a Linux je plánováno do konce roku 2016. „Master of Orion: Conquer the Stars“ je nepřímým pokračováním úspěšné série Master of Orion od společnosti Atari, která zahrnuje Master of Orion, Master of Orion II: Battle at Antares a Master of Orion III.

## Vývoj
2. srpna 2013 společnost Wargaming oznámila, že koupila značku Master of Orion of. Vývoj hry byl oficiálně oznámen 3. června 2015. Rovněž bylo ohlášeno vydání sběratelské edice, která obsahovala Master of Orion, Master of Orion II: Battle at Antares a Master of Orion III, nové rasy, artbook a soundtrack. Navíc ti, kdo si sběratelskou edici pořídili, dostali přístup ke hře dříve, než ostatní hráči.
18. února 2016 Wargaming odhalil jména herců, kteří propůjčili své hlasy některým rasám, patřili k nim Mark Hamill, Michael Dorn, Dwight Schultz, John de Lancie, Alan Tudyk, Kat Cressida, John Kassir nebo Robert Englund. Wargaming rovněž ohlásil datum vydání early access verze na 26. února 2016. 11. srpna 2016 Wargaming oznámil, že hra oficiálně vyjde 25. srpna 2016.

## Cíl a princip hry
Hráč si před začátkem hry vybere jednu z deseti nabízených ras a jeho cílem je vybudování mezihvězdného impéria tak, aby jako první dosáhl vítězství. Hráč pokaždé začíná s jednou planetou a kolonizační lodí, postupem času svou říši rozšiřuje, potýká se s jinými civilizacemi, buduje infrastrukturu, a podporuje vědecký vývoj a výrobu. Hra je rozdělena na tahy, přičemž během tohoto jednoho tahu je možné provést jen omezené množství akcí (pohyb jednotek i stavba vylepšení na planetách). Hru je možné vyhrát pěti způsoby:
- vítězství na body (vítězí rasa s nejvyšším počtem celkových bodů)

- vojenské vítězství (zničení nebo anektování všech planet soupeřů)
- vědecké vítězství (postavení tří speciálních budov na jedné planetě)
- ekonomické vítězství (držte minimálně 42% všech akcií na planetární burze pod dobu 10 kol)
- diplomatické vítězství (získání dvou třetin hlasů všech ras v galaktické radě)

## Správa říše
Celá mapa je rozdělena na jednotlivé planetární soustavy, ve kterých se nachází jedna až pět planet, nebo asteroidových polí. Cestovat mezi soustavami lze pouze warpovými koridory, v pozdějších fázích hry i pomocí warpových bran, které vedou přímo napříč soustavami i volným vesmírem. Základní jednotkou každé říše ve hře je planeta. Další planety lze obsadit pouze kolonizační lodí, nepřátelskou planetu je možno dobýt a obsadit vojenskými jednotkami, nebo ji získat v rámci válečných reparací. Kromě planet lze i obsadit asteroidová pole, která lze využít k tvorbě peněz, výzkumu nebo později je přeměnit na planety. Dalšími ukazateli stavu říše jsou:
- Morálka: tento ukazatel lze ovlivnit globálně zvýšením nebo snížením daní, individuálně na každé planetě stavbou speciálních budov. Příliš nízká morálka vede ke stávkám, čímž se určitá část obyvatel na planetě stane neaktivními.
- Peníze: správa kolonií, budov a vesmírných plavidel stojí peníze, stejně tak jejich nákup a vylepšování. V této hře peníze představují Kredity, univerzální měna v celé Galaxii. Lze je získat daněmi, stavbou ekonomických budov a prodejem potřeb na dané planetě.
- Věda: díky vědě hráč dosáhne zásadního pokroku ve všech směrech: rychlejší a silnější vojenské jednotky, nové budovy, rychlejší výroba a produkce potravin. Celkový stav vědy je tvořen součtem věd na jednotlivých planetách a asteroidech.

### Typy planet
Každá planeta se liší šesti údaji: velikostí, biomem, bohatstvím přírodních minerálů, gravitací, maximálním počtem obyvatel a speciálním bonusem.
- Velikost planety určuje, kolik může být maximálně v jednom ze tří oborů (věda, výroba, potrava) umístěno obyvatel.
- Biomem se rozumí souhrn environmentálních vlastností dané planety, což má ve hře vliv na rychlost tvorby jídla, průmyslovou výrobu a absorpci znečištění. Ve hře je patnáct typů biomů rozdělených do pěti tříd od E do A, přičemž téměř každý typ biomu lze terraformací zvýšit o jeden stupeň až na nejvyšší A zvaný „Gaia“.
- Gravitace může být nízká, normální nebo vysoká. Pokud rasa není schopna gravitaci na dané planetě snášet, sníží se její produkce všeho na planetě na polovinu. Tento postih je odstraněn po vyzkoumání a postavení generátorů gravitace.
- Bohatství minerálních zdrojů ovlivňuje produkci planety, čím více zdrojů, tím je výroba rychlejší.
- Maximální počet obyvatel určuje biom planety a její velikost. Tento údaj má dvě hodnoty, aktuální a maximální, terraformaci lze zlepšit biom planety a ta tak pojme více obyvatel.
- Speciální bonus je přiřazen pouze některým planetám a dělí se do pěti kategorií: kovy, křemík, plyny, radioaktivní látky a místní suroviny. Obchodovat lze pouze s plyny, ostatní suroviny přináší bonusy na výrobu pancíře, počítačů, lodí, nebo urychlují výzkum a produkci potravin.

### Správa planet
Každého obyvatele planety je třeba přidělit k jedné ze tří funkcí: výzkum, výroba a produkce potravin, čímž tento obyvatel danou funkci vylepší. Výzkum je třeba k rychlejšímu vynalézání nových technologií a v některých případech léků. Produkce potravin zajišťuje růst kolonie, což vede ke zvýšení počtu obyvatel, které lze pak dále rozmisťovat. Výroba slouží ke stavbě budov na povrchu i orbitě planety, a vesmírných plavidel. Každou z těchto tří funkcí lze rozšířit stavbou specializovaných budov. Dále lze stavět budovy vojenské (útočné i obranné), bezpečnostní, ekonomické, diplomatické a environmentální. Jakoukoliv budovu i jednotku lze koupit okamžitě a kdykoliv, ale pouze jednou za kolo na každé planetě.

### Diplomacie
Nezbytná součást politiky. Pomocí ní lze vyhlašovat válku, uzavírat mír, strategické aliance, získat mapy Galaxie a podobně. Při jednáních mezi rasami se každá strana chová podle své vojenské síly a psychologického profilu. Poté, co se všechny rasy v Galaxii seznámí navzájem, vznikne galaktická rada, na které se vybírá světový vůdce. Diplomacií (a také díky penězům) lze získat potřebný vliv na ostatní rasy a dosáhnout diplomatického vítězství.

### Válčení
Všechny vojenské jednotky lze rozdělit na pohyblivé a stacionární, které se po postavení již nemohou přesouvat. Všechny rasy mají pět typů lodí, jenž se liší pouze designem, jejich schopnosti a vybavení jsou stejné. Jsou to fregata, torpédoborec, bitevní loď, křižník a Hvězda smrti. Tyto plavidla se po postavení a vyzkoumání dalších technologií dají vylepšovat, a to buď automaticky, nebo si je hráč může upravit ručně.
Boje probíhají na speciální obrazovce v reálném čase, ale lze je kdykoliv zastavit a znovu spustit, nebo zrychlit. Celý souboj je možné přeskočit a výsledek nechat stanovit počítač, zejména u vyrovnaných soubojů se to však nedoporučuje.
Jinou situací je bombardování a obsazování planety. Nejprve je třeba zlikvidovat veškerou obranu na orbitě, poté vybombardovat planetární štít (pokud je přítomen) a soupeřovy jednotky, a následně provést výsadek. K tomuto účelu slouží plavidlo vojenský transport. Poté, co je planeta dobyta, trvá několik kol, než se původní obyvatelé uklidní a začnou plně spolupracovat. Do té doby zůstává produkce planety ve všech směrech poloviční.

## Soupeři
Ve hře se objevují tři typy soupeřů: piráti, nezávislé národy a cizí rasy. Jejich možnosti a chování se zásadně liší.

### Piráti
Po mapě jsou roztroušeny planety, na kterých se nacházejí pirátské kolonie. Ty produkují jednotky až do chvíle, než jsou zničeny. Piráti nemají dostatek síly k dobytí planety, ale mohou snadno zničit průzkumná plavidla a nechráněné transporty.

### Nezávislé národy
Okupují pouze jednu planetu v systému a nemají ambice se dále rozšiřovat. Hráč může plnit úkoly zadané těmito národy, čímž si zvýši jejich přízeň. Poté, co přízeň dosáhne maxima, je národu nabídnuto, že se může k dané rase připojit. Každý národ rovněž hlasuje v galaktické radě. Těmito nezávislými národy jsou:
- Akiriané
- Degonité
- Eldritchové
- Glisové
- Nyunyuové
- Nyemoriané
- Thersoniané
- Yar-ssianové
- Zarkoniané

### Rasy
Fungují stejně jako hráčova říše. Zničením nebo anektování všech měst lze dosáhnout vojenského vítězství. Seznam národů ve hře:
| Název rasy | Domovský svět | Vůdce     | Vlastnosti                                 | Zvláštní schopnosti |
| ---------- | ------------- | --------- | ------------------------------------------ | --- |
| Alkarani   | Altair        | Pán nebes | Vznešení, neústupní, čestní                | Rození piloti Artefakty na domovském světě Velký domovský vět                                                             |
| Bulrathové | Ursa          | Grovog    | Tvrdohlaví, teritoriální, divocí           | Ekologové Domovský svět bohatý na minerály Velký domovský vět Snášenlivost vysoké gravitace Pozemní bojové hodnocení +50% |
| Darlokové  | Nazin         | Darquan   | Kradmí, sbírající, zrádní                  | Diplomaté Nenápadní Tvaroměniči                                                                                           |
| Lidé       | Sol           | Alexander | Tvrdohlaví, diplomatičtí, charismatičtí    | Diplomaté Charismatičtí Obchodníci Bezpečnost -20%                                                                        |
| Klackoni   | Kholdan       | Ixitixl   | Neúnavní, nekreativní, úlové smýšlení      | Průmyslníci Podzemní Nekreativní Potrava z populace+50%                                                                   |
| Meklarové  | Meklon        | CB-715    | Pracovití, nevyzpytatelní, nepředvídatelní | Průmyslníci Kybernetičtí                                                                                                  |
| Mrrshani   | Fieras        | Jasana    | Nebojácní, bojovní, hrdí                   | Militaristé Obyvatelé plání Vojevůdci Vylepšené diplomatické jednání                                                      |
| Psiloni    | Mentar        | Meson     | Brilantní, nesympatičtí, tvůrci            | Technologové Kreativní Malý domovský vět Snášenlivost nízké gravitace Bezpečnost -20%                                     |
| Sakkrové   | Sssla         | Guanar    | Početní, brutální, špatně se vyjadřují     | Expanzionisté Stvoření z džungle Nekreativní Odpudiví Přírůstek populace +50%                                             |
| Silicoidi  | Cryslon       | Igneous   | Odolní, xenofobní, uzavření                | Lithotrofní Polykači lávy Odpudiví Tolerantní Obrovský domovský vět                                                       |

| Název rasy | Domovský svět | Vůdce | Vlastnosti                | Zvláštní schopnosti                                          |
| ---------- | ------------- | ----- | ------------------------- | ------------------------------------------------------------ |
| Terrané    | Alpha Ceti    | Khoan | Tvrdí, odhodlaní, násilní | Militaristé Stratégové Útok pomocí paprsků +25% Morálka +15% |

| Název rasy | Domovský svět | Vůdce   | Vlastnosti                           | Zvláštní schopnosti                                                        |
| ---------- | ------------- | ------- | ------------------------------------ | -------------------------------------------------------------------------- |
| Trilariani | Trilar        | Wavya   | Mystičtí, klamní, tajemní            | Vodní Transdimenzionální                                                   |
| Eleriani   | Draconis      | Berylia | Spartánští, militarističtí, osvícení | Telepatičtí Vševědoucí Útok pomocí paprsků +25% Obrana před paprsky +25%   |
| Gnolamové  | Gnol          | Bortis  | Vzkvétající, chamtiví, šťastní       | Úžasní obchodníci Šťastní Kredity z populace +50% Domov s nízkou gravitací |

## Datadisky
1. prosince 2016 vyšel pro hru Master of Orion: Conquer the Stars datadisk s názvem Revenge of Antares. V něm se objevuje čtveřice nových ras, z toho tři hratelné. Eleriané jsou izolacionalisté, kteří se sice nebrání obchodování s jinými rasami, ale chovají k nim vrozenou nedůvěru a při pokusu o vměšování se nemají problém vytáhnout do války. Gnolamové a jejich společnosti stojí na pilířích postavených ze silné ekonomie. Třetí rasou jsou Trilariané, podmořská rasa, která je v jádru mírumilovná, ale ve chvíli, kdy ji ohrozíte, dokáže se překvapivě efektivně postavit na odpor. Čtvrtou, nehratelnou, jsou Antařané, militarizovaná, despotická rasa, která nehledá kompromis, ale jen další obětí své expanze. Spolu s ní do hry přibyla nová možnost vítězství.

## Hodnocení
- 76% – abcgames.cz
- 7/10 – Games.cz
- 4/5 – Vojtěch Bednář, Hrej.cz
- 74/100 – Metacritic (anglicky)
- 73/100 – PC Gamer US (anglicky)
- 3/5 – GOG.com (anglicky)
- 7/10 - GameSpot (anglicky)